# ザムトゲマインデ・ハルゼフェルト
ザムトゲマインデ・ハルゼフェルト (ドイツ語: Samtgemeinde Harsefeld) は、ドイツ連邦共和国ニーダーザクセン州シュターデ郡に属すザムトゲマインデ（集合自治体）である。シュターダー・ゲーストの南部に位置する。

## 地理

### 自治体の構成
このザムトゲマインデは、アーラーシュテット、バルクシュテット、ブレスト、ハルゼフェルトからなる。

## 歴史
ザムトゲマインデ・ハルゼフェルトは1972年にニーダーザクセン州の地域・行政改革の一環として、上記4町村を構成自治体として発足した。

## 行政

### 議会
このザムトゲマインデの議会は31議席からなる。

### 紋章
ザムトゲマインデ・ハルゼフェルトの紋章は、ハルゼフェルトの町の紋章と同じものである。
図柄: 白地（銀地）に向かって左向きに跳ねる馬に乗り、黒い剣を振り上げた黒い騎士が描かれている。頂部は青地に3つの金のバラ、底部は青地に2つの金のバラが配されている。

## 経済と社会資本
ザムトゲマインデ・ハルゼフェルトには多くの基礎課程学校や上級の学校がある。2006/07年度からギムナジウムも開校している。

## 引用
1. ↑  Landesamt für Statistik Niedersachsen, LSN-Online Regionaldatenbank, Tabelle A100001G: Fortschreibung des Bevölkerungsstandes, Stand 31. Dezember 2023